# Clubiona tiantongensis
Espèce
Clubiona tiantongensis est une espèce d'araignées aranéomorphes de la famille des Clubionidae.

## Distribution
Cette espèce est endémique du Zhejiang en Chine,.

## Étymologie
Son nom d'espèce, composé de tiantong et du suffixe latin -ensis, « qui vit dans, qui habite », lui a été donné en référence au lieu de sa découverte, Tiantong.

## Publication originale
- Zhang, Yin & Kim, 1996 : The new species of the genus Clubiona from China (Araneae: Clubionidae). Korean Arachnology, vol. 12, no 1, p. 49-55.